# Rhodamnia sepicana
Rhodamnia sepicana är en myrtenväxtart som beskrevs av Friedrich Ludwig Diels. Rhodamnia sepicana ingår i släktet Rhodamnia och familjen myrtenväxter. Inga underarter finns listade i Catalogue of Life.